# Liste der Schutzgebiete in Gambia
Obwohl Gambia das kleinste Land auf dem afrikanischen Kontinent ist, hat der Staat große Gebiete als Naturschutzgebiete ausgewiesen.

## Naturschutzgebiete

### National Parks
- Kiang West National Park
- Niumi National Park
- River Gambia National Park für den Publikumsverkehr geschlossen

### Nature Reserves
- Abuko Nature Reserve
- Tanji Bird Reserve (Vogelschutzgebiet)

### Wetland Reserves
- Tanbi Wetland Complex (Ramsar-Schutzgebiet)
- Bao Bolong Wetland Reserve (Ramsar-Schutzgebiet)

### Reserves
- Ein Teil der Küste (Coastal)

## Andere Gebiete

### Forest Parks
Die Forest Parks sind am ehesten mit dem deutschen Staatsforst zu vergleichen. Sie stehen unter staatlicher Verwaltung und Forstwirtschaft darf nur kontrolliert mit Genehmigung betrieben werden. Daneben gibt es auch Gemeindewälder, die von den Dörfern verwaltet werden. Der bekannteste unter den Forest Parks ist wohl der Bijilo Forest Park. In unmittelbarer Nähe zu der Senegambia Area in Kololi lädt er Touristen ein, die Natur Gambias kennenzulernen.
Für das kommunale Waldprogramm mit den Gemeindewäldern ist Gambia 2011 mit einem silbernen Preis bei den Weltbeste Waldgesetze (englisch Future Policy Award) vom World Future Council ausgezeichnet worden.
- Bama Kuno Forest Park
- Bankuba Forest Park
- Belel Forest Park
- Berikolon Forest Park
- Bijilo Forest Park
- Brikama Forest Park
- Dobo Forest Park
- Faba Forest Park
- Finto Manereg Forest Park
- Furnya Forest Park
- Gambissara Forest Park
- Gassang Forest Park
- Hela Kunda Forest Park
- Jalabiro Forest Park
- Jumba Yaka Forest Park
- Jundala Forest Park
- Kabafita Forest Park
- Kahi Badi Forest Park
- Kahlenge Forest Park
- Kaiaf Forest Park
- Kaolang Forest Park
- Kiberi Forest Park
- Konowo Forest Park
- Kumadi Forest Park
- Kunkilling Forest Park
- Kusaywa Forest Park
- Kusum Forest Park
- Lohen Forest Park
- Madina Demba Forest Park
- Marike Forest Park
- Mutaro Kunda Forest Park
- Nianimaru Forest Park
- Nyanaberi Forest Park
- Nyassang Forest Park
- Nymbai Forest Park
- Pakala Forest Park
- Sabi Forest Park
- Salagi Forest Park
- Si-Kunda Forest Park
- Sibi Kuroto Forest Park
- Tambajang Forest Park

### Geschützte Gebiete auf privater Initiative
- Der Bolong Fenyo Community Wildlife Reserve bei Gunjur umfasst 320 Hektar und wurde 2008 auf Initiative der Bewohner von Gunjur eingerichtet. Es ist das erste Schutzgebiet einer Dorfgemeinschaft in Gambia.[2][3]
- Der Nah-Buteh Mahogany Park bei Berrending, östlich von Gunjur, wurde 2006 eingerichtet. Er beinhaltet auf einem Gelände mit den Umfang von 1500 m (rund 10 Hektar) 40 Mahagonibäume wie den Khaya senegalensis.[4]